# Luisa Striani
Luisa Striani (* 13. November 1978 in Benevento) ist eine ehemalige italienische Schwimmerin. Sie gewann bei Europameisterschaften auf der 50-Meter-Bahn zwei Silbermedaillen.

## Sportliche Karriere
Bei den Europameisterschaften 1997 in Sevilla wurde Luisa Striani mit der 4-mal-100-Meter-Freistilstaffel Siebte und mit der 4-mal-200-Meter-Freistilstaffel Achte. Kurz darauf gewann sie bei der Universiade 1997 in Catania Silber mit der 4-mal-100-Meter-Freistilstaffel und Bronze mit der 4-mal-200-Meter-Freistilstaffel. Anfang 1998 bei den Weltmeisterschaften in Perth schied Striani mit der 4-mal-100-Meter-Freistilstaffel als Vorlaufzehnte aus. Anfang Juli 1999 gewann Striani bei der Universiade in Palma de Mallorca mit beiden Freistilstaffeln die Silbermedaille. Mit der Lagenstaffel belegte sie den sechsten Platz.
Im März 2000 bei den Kurzbahnweltmeisterschaften in Athen erreichte die italienische 4-mal-200-Meter-Freistilstaffel den sechsten Platz. Anfang Juli 2000 fanden in Helsinki die Europameisterschaften 2000 statt. In der 4-mal-100-Meter-Freistilstaffel siegten die Schwedinnen mit fast drei Sekunden Vorsprung vor Luisa Striani, Sara Parise, Cecilia Vianini und Cristina Chiuso. Giorgia Mancin erhielt für ihren Vorlaufeinsatz ebenfalls eine Silbermedaille. Die Rumäninnen gewannen die 4-mal-200-Meter-Freistilstaffel und hatten im Ziel fast fünf Sekunden Vorsprung vor Luisa Striani, Cecilia Vianini, Sara Parise und Sara Goffi, die ihrerseits nur 0,16 Sekunden vor den Französinnen anschlugen. Im Vorlauf war Elena Carcarino dabei. Striani startete auch über 200 Meter Freistil, wo sie als Neunte des Halbfinales ausschied. Bei den olympischen Schwimmwettbewerben in Sydney erreichte Striani mit beiden Freistilstaffeln das Finale. Die 4-mal-100-Meter-Freistilstaffel mit Cecilia Vianini, Luisa Striani, Sara Parise und Cristina Chiuso belegte den achten Platz. Die 4-mal-200-Meter-Freistilstaffel mit Sara Parise, Cecilia Vianini, Luisa Striani und Sara Goffi schlug als Siebte an.
2001 bei den Weltmeisterschaften in Fukuoka wurde Striani mit der 4-mal-100-Meter-Freistilstaffel Achte und mit der 4-mal-200-Meter-Freistilstaffel Sechste. Bei den Mittelmeerspielen in Tunis wurde Striani Sechste über 200 Meter Freistil. Sie gewann mit beiden Freistilstaffeln Bronze. Die 4-mal-100-Meter-Lagenstaffel mit Valentina De Nardi, Roberta Crescentini, Luisa Striani und Cecilia Vianin erschwamm die Silbermedaille hinter den Spanierinnen. 2003 bei den Weltmeisterschaften in Barcelona belegte die spanische 4-mal-100-Meter-Freistilstaffel den achten Platz. Ihre letzte internationale Meisterschaft absolvierte Luisa Striani bei den Europameisterschaften 2004 in Madrid. Die 4-mal-100-Meter-Freistilstaffel wurde Fünfte, wobei Striani nur im Vorlauf eingesetzt worden war.
Luisa Striani schwamm für den Verein SNAM aus Mailand. Sie gewann neun nationale Meistertitel allein und weitere sechs mit Staffeln. 2000 wurde sie mit dem Verdienstorden der Italienischen Republik ausgezeichnet.